# Stef Clement
Stef Marie Michel Clement (nascido em 24 de setembro de 1982) é um ciclista holandês, profissional desde 2006. É especialista em contrarrelógio, sendo quatro vezes campeão nacional holandês nessa modalidade. Representou os Países Baixos em duas provas de ciclismo de estrada nos Jogos Olímpicos de Verão de 2008. Em 2015, conquistou a medalha de prata no contrarrelógio na primeira edição dos Jogos Europeus, atrás de Vasil Kiryienka.